# سد اهاکوری
سد اهاکوری (به لاتین: Ohakuri Dam) یک سد در نیوزیلند است که در وایکاتو واقع شده‌است.